# 강보성
강보성(姜普性, 1930년 11월 5일 ~ 2021년 3월 13일)은 대한민국의 정치인이다. 11대,13대 국회의원과 제41대 농림수산부 장관을 지냈다. 제주도 남제주군  출신으로 제주 오현고등학교를 졸업하고 단국대학교에서 정치학  학사학위와 석사학위를 받았다. 제주도 남주고등학교 교장 및 이사장과 제주대학교 교수를 지냈다.

## 학력
- 제주도 오현고등학교
- 단국대학교
- 단국대학교 대학원

## 경력
- 1998년 ~ 2000년  새정치국민회의 당무위원
- 1997년  국민신당 제주선거대책위원장
- 1990년 ~ 1992년  민주자유당 국회의원(통일민주당에서 민주자유당으로 당적을 옮김)
- 1990년  제41대 농림수산부 장관
- 1989년 ~ 1990년  통일민주당 중앙정치훈련원장
- 1988년 ~ 1990년  제13대 통일민주당 국회의원
- 1988년 ~ 1988년  통일민주당 당기위원
- 1981년  국회 예결위원
- 1981년 ~ 1985년  제11대 국회의원
- 1967년  신민당 지구당위원장
- 1964년  제주대학교 교수

## 역대 선거 결과
|  | 2.59% |

|  | 45.29% |

|  | 15.34% |

|  | 24.77% |

|  | 17.11% |

|  | 56.30% |

|  | 40.25% |

|  | 24.27% |